# Ho Bong-chol
Ho Bong-chol (* 21. August 1959) ist ein ehemaliger nordkoreanischer Gewichtheber.

## Biografie
Ho Bong-chol gewann bei den Olympischen Sommerspielen 1980 in Moskau im Fliegengewicht die Silbermedaille. Während des Wettkampfs stellte er jeweils einen olympischen Rekord im Reißen und im Zweikampf auf.
Da die Wettbewerbe im Gewichtheben gleichzeitig auch als Weltmeisterschaften galten, erhielt er zwei weitere Weltmeisterschaftsmedaillen, Gold im Reißen sowie Bronze im Stoßen. Ein Jahr später gewann er im Stoßen bei den Weltmeisterschaften in Lille die Silbermedaille.